# Vasilij Čerov
Vasilj Sergeevič Čerov (in russo Василий Сергеевич Черов?; Slavjansk-na-Kubani, 13 gennaio 1996) è un calciatore russo, difensore del Černomorec Novorossijsk.

## Carriera

### Club
Cresciuto nel settore giovanile del Krasnodar, dal 2014 al 2018 totalizza 64 presenze e una rete con la squadra riserve, ad eccezione di una breve parentesi al Chimki, in seconda divisione, da luglio ad agosto 2016. Negli anni successivi, gioca principalmente con squadre della terza divisione russa. Nel gennaio 2021 viene acquistato dal Fakel Voronež, con cui al termine della stagione 2021-2022 ottiene la promozione in massima serie. Il 17 luglio 2022 esordisce in Prem'er-Liga, nel match pareggiato per 2-2 contro la sua ex squadra del Krasnodar.

### Nazionale
Ha rappresentato le nazionali giovanili russe Under-18, Under-19 ed Under-21.

## Statistiche

### Presenze e reti nei club
Statistiche aggiornate al 7 agosto 2022.
| Stagione        | Squadra                 | Campionato      | Campionato | Campionato | Coppe nazionali | Coppe nazionali | Coppe nazionali | Coppe continentali | Coppe continentali | Coppe continentali | Altre coppe | Altre coppe | Altre coppe | Totale | Totale |
| Stagione        | Squadra                 | Comp            | Pres       | Reti       | Comp            | Pres            | Reti            | Comp               | Pres               | Reti               | Comp        | Pres        | Reti        | Pres   | Reti   |
| --------------- | ----------------------- | --------------- | ---------- | ---------- | --------------- | --------------- | --------------- | ------------------ | ------------------ | ------------------ | ----------- | ----------- | ----------- | ------ | ------ |
| 2013-2014       | Krasnodar-2             | 2D              | 10         | 0          |                 | -               | -               |                    | -                  | -                  |             | -           | -           | 10     | 0      |
| 2014-2015       | Krasnodar-2             | 2D              | 13         | 0          |                 | -               | -               |                    | -                  | -                  |             | -           | -           | 13     | 0      |
| 2015-2016       | Krasnodar-2             | 2D              | 23         | 0          |                 | -               | -               |                    | -                  | -                  |             | -           | -           | 23     | 0      |
| lug.-ago. 2016  | Chimki                  | 1D              | 3          | 0          | CR              | -               | -               |                    | -                  | -                  |             | -           | -           | 3      | 0      |
| 2016-2017       | Krasnodar-2             | 2D              | 17         | 1          |                 | -               | -               |                    | -                  | -                  |             | -           | -           | 17     | 1      |
| 2017-feb. 2018  | Krasnodar-2             | 2D              | 1          | 0          |                 | -               | -               |                    | -                  | -                  |             | -           | -           | 1      | 0      |
| feb.-giu. 2018  | Afips Afipskij          | 2D              | 14         | 1          | CR              | -               | -               |                    | -                  | -                  |             | -           | -           | 14     | 1      |
| 2018-2019       | Družba Majkop           | 2D              | 17         | 0          | CR              | -               | -               |                    | -                  | -                  |             | -           | -           | 17     | 0      |
| 2019-gen. 2020  | Černomorec Novorossijsk | 2D              | 13         | 1          | CR              | 2               | 0               |                    | -                  | -                  |             | -           | -           | 15     | 1      |
| gen.-giu. 2020  | Kuban'                  | 2D              | 1          | 0          | CR              | -               | -               |                    | -                  | -                  |             | -           | -           | 1      | 0      |
| 2020-gen. 2021  | Kuban'                  | 2D              | 13         | 1          | CR              | 2               | 0               |                    | -                  | -                  |             | -           | -           | 15     | 1      |
| gen.-giu. 2021  | Fakel Voronež           | 1D              | 9          | 0          | CR              | -               | -               |                    | -                  | -                  |             | -           | -           | 9      | 0      |
| 2021-2022       | Fakel Voronež           | 1D              | 37         | 2          | CR              | 2               | 0               |                    | -                  | -                  |             | -           | -           | 39     | 2      |
| 2022-2023       | Fakel Voronež           | PL              | 4          | 0          | CR              | 0               | 0               |                    | -                  | -                  |             | -           | -           | 4      | 0      |
| Totale carriera | Totale carriera         | Totale carriera | 175        | 6          |                 | 6               | 0               |                    | -                  | -                  |             | -           | -           | 181    | 6      |